# لاتین‌نویسی هپبورن

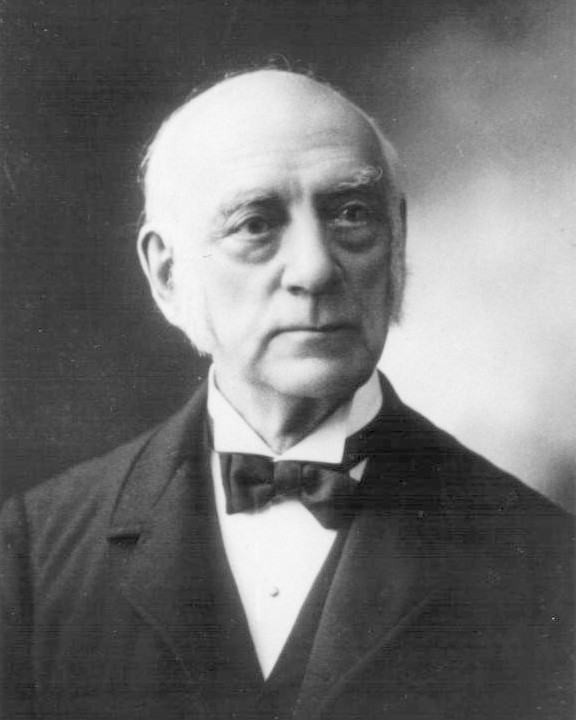
جیمز کورتیس هپبورن، مبتکر لاتین‌نویسی هپبورن

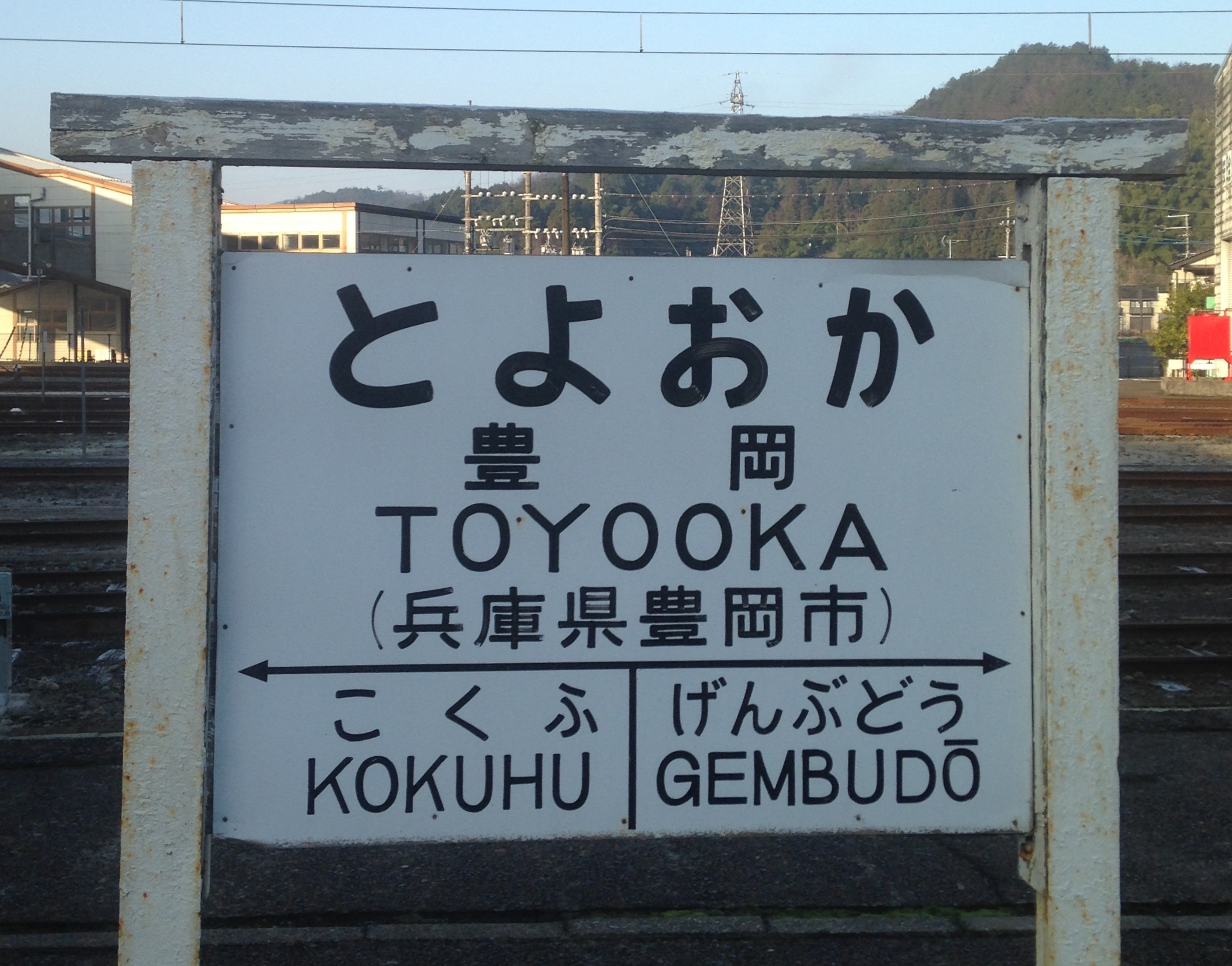
علامت ایستگاه تویوکا

لاتین‌نویسی هپبورن (ヘボン式ローマ字 هبون شیکی روماجی, 'نوعی حروف لاتین هپبورن') یک سیستم برای لاتین‌نویسی ژاپنی است که از الفبای لاتین برای نوشتن زبان ژاپنی استفاده می‌شود. به کمک این سیستم خارجی‌ها به سرعت می‌توانند الفبای ژاپنی را نیز یاد بگیرند این سیستم توسط ژاپنی‌ها برای لاتین‌نویسی نام‌های شخصی، مکان‌های جغرافیایی و سایر اطلاعات مانند جداول قطار، علائم راه ارتباطات رسمی با کشورهای خارجی استفاده می‌شود. به شکل نوشتاری انگلیسی است، در هنگام تلفظ انگلیسی حروف صدا دار تقریباً با تلفظ ایتالیایی، بیان می‌شوند.